# Dudbhanjyang
Dudbhanjyang – gaun wikas samiti w środkowej części Nepalu  w strefie Dźanakpur w dystrykcie Sindhuli. Według nepalskiego spisu powszechnego z 2001 roku liczył on 528 gospodarstw domowych i 2931 mieszkańców (1420 kobiet i 1511 mężczyzn).